# Loi 57
La Loi modifiant la Charte de la langue française (appelée « loi 57 ») est une loi modificatrice québécoise, présentée par le gouvernement Lévesque, qui a modifié la Charte de la langue française notamment en rendant permanent les comités de francisation dans les entreprises et en assouplissent l'accès à l'école anglophone pour la minorité anglophone.